# Schloss Niederkreuzstetten

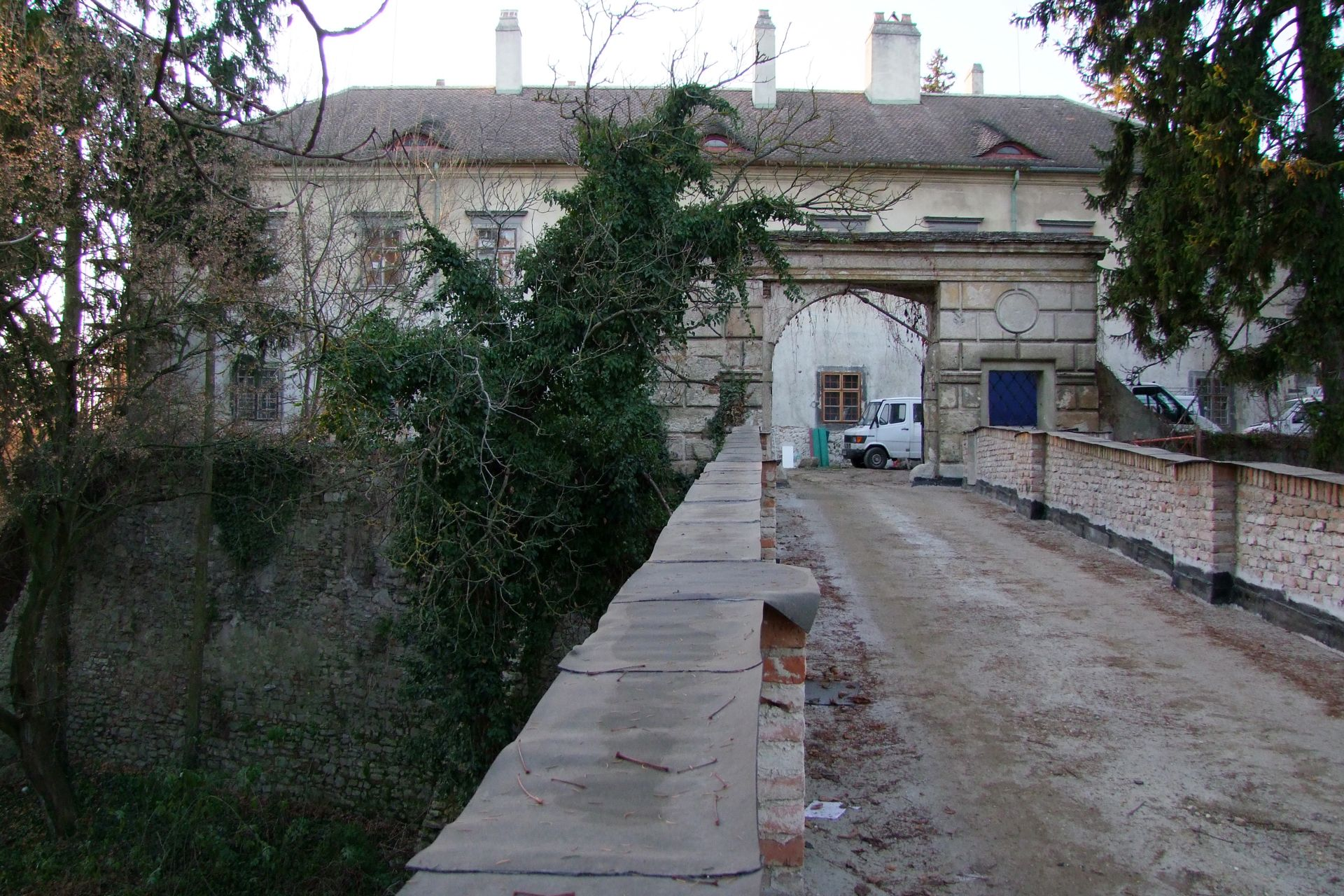
Ostfront des Schlosses mit Zugangsbrücke in Niederkreuzstetten

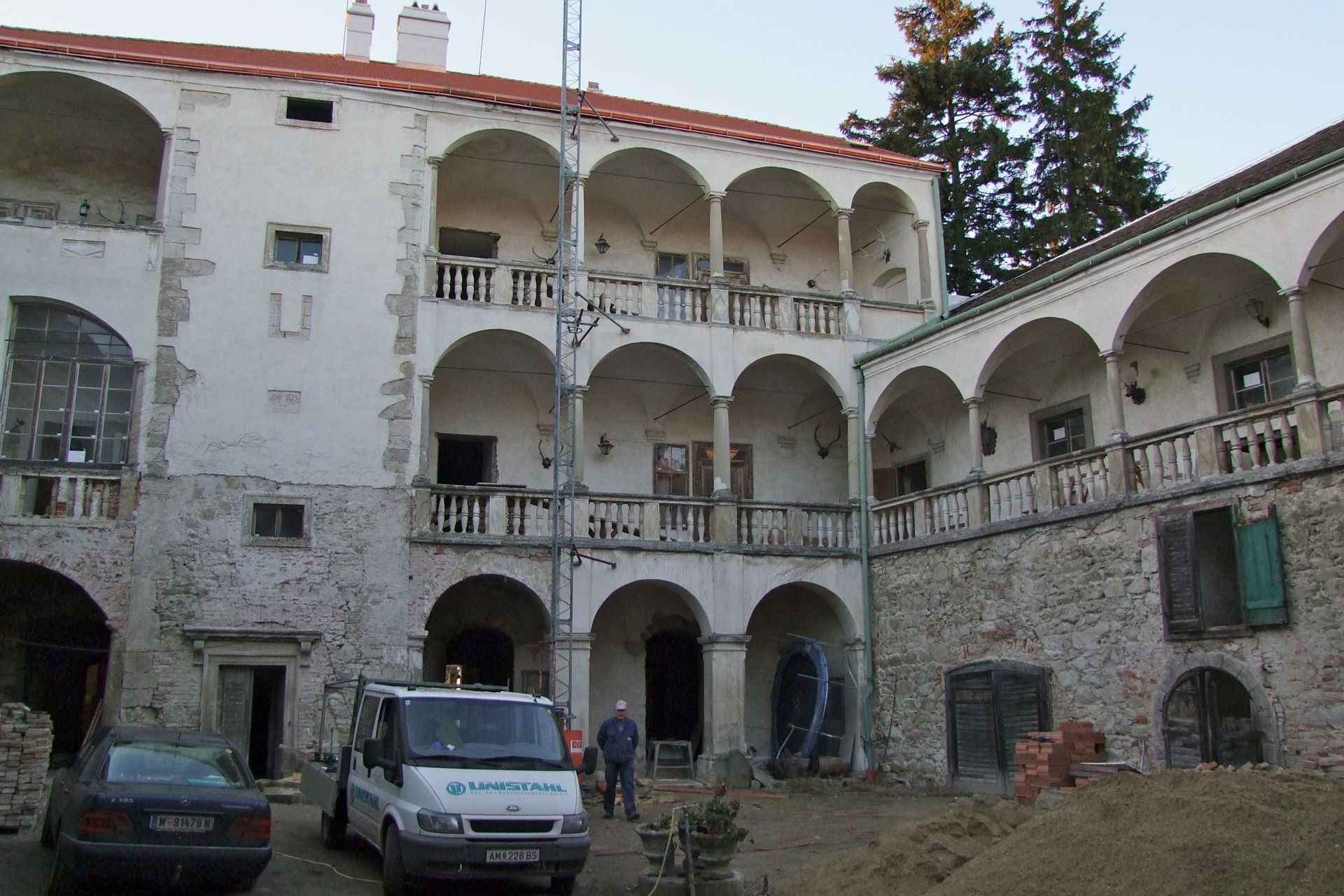
Innenhof mit Arkaden

Das Schloss Niederkreuzstetten steht im Norden des Ortes Niederkreuzstetten in der Marktgemeinde Kreuzstetten im Bezirk Mistelbach in Niederösterreich. Das Schloss steht unter Denkmalschutz (Listeneintrag).

## Geschichte
Urkundlich wurde 1265 eine Burg genannt. Das Schloss stand in der Reformationszeit im Besitz der Herrschaft Prandt von Prandeck. Von 1622 bis 1881 im Besitz der Grafen Hoyos. 1881 wurde das Schloss von Moritz von Königswarter erworben.
Der Westtrakt ist aus dem 16. Jahrhundert, die anderen Trakte sind aus dem 17. Jahrhundert. Das Schloss wurde im 18. Jahrhundert unter Hoyos teils umgebaut. Weitere bauliche Änderungen entstanden 1891.

## Architektur
Der mächtige unregelmäßige Vierflügelbau ist von einem breiten Wehrgraben mit Wehrmauern mit Stützpfeilern umschlossen und verfügt über eine umschließende Parkanlage. Im Osten wird das Schloss über den Wehrgraben mit einer vierbogigen Steinbrücke erschlossen. Die Brücke hat an der Brüstung Chronogramme mit 1680 und 1795, eine eigene Portalmauer der Brücke zeigt eine Putzquaderung.